# Ricardo Ortega Mínguez
Ricardo Ortega Mínguez (Madrid, España, 24 de diciembre de 1957) es un exfutbolista español que se desempeñaba como centrocampista.

## Clubes
| Club                        | País   | Año       |
| --------------------------- | ------ | --------- |
| Club Atlético de Madrid "B" | España | 1980-1981 |
| Club Atlético de Madrid     | España | 1980-1987 |
| C. D. Tenerife              | España | 1987-1989 |